# Lucillo
Lucillo est une commune d'Espagne dans la province de León, communauté autonome de Castille-et-León. Elle s'étend sur 164,91 km2 et comptait environ 413 habitants en 2015.